# Olwen Kelly
Olwen Catherine Kelly (Dublín, 30 de març de 1987) és una model i actriu irlandesa. Ha actuat en diverses produccions de cinema i televisió, destacant la seva participació a la pel·lícula de terror del 2016 L'autòpsia de la Jane Doe, on interpreta el cadàver d'una jove sense identificar.

## Filmografia
- Darkness on the Edge of Town (2014)
- Why Life Sucks When You're in Your 20s: It's Contagious (2016, sèrie de televisió)
- L'autòpsia de la Jane Doe (2016)[5]
- Winter Ridge (2017)